# JAKkendő-díj
A JAKkendő-díj egy magyar irodalmi díj, amit a József Attila Kör alapított 2012-ben a Mr. Sale Öltönyüzlet támogatásával. A JAK-füzetek könyvsorozatának jubileumi évében alapított JAKkendő-díj célja, hogy a kötettel még nem rendelkező, 40 év alatti prózaírókat rangos elismeréssel segítse az elindulásban, továbbá hogy a minőségi teljesítményt produkáló szerzők nagyobb ismeretségre tegyenek szert. A pályázati anyag lehet novelláskötet, kisregény, regény, vagy egyéb szépirodalmi prózai munka. A beérkezett pályamunkákat egy ötfős, a József Attila Kör által felkért szakmai zsűri bírálja el. A díjazott pályamunka az 1982-től létező JAK-füzetek sorozatában jelenhet meg, továbbá a szerző 200 ezer forint díjazást kap. Az első díj odaítélésénél a zsűri tagja volt Garaczi László, Mikola Gyöngyi, Szvoren Edina, illetve a JAK-füzetek két sorozatszerkesztője: Orcsik Roland és Sopotnik Zoltán. A második alkalommal Csordás Gábor, Németh Gábor, Turi Tímea, valamint a JAK új sorozatszerkesztői, Balajthy Ágnes és Borsik Miklós. A harmadik alkalommal Angyalosy Eszter, Nagy Gabriella, Forgách András, valamint a JAK-füzetek könyvsorozat szerkesztői, Balajthy Ágnes és Borsik Miklós voltak az öttagú szakmai kuratórium tagjai.

## A díjazottak
- 2012: Szil Ágnes: Tangram[1]
- 2013: Mán-Várhegyi Réka: Boldogtalanság az Auróra-telepen[2]
- 2014: Papp-Zakor Ilka: Angyalvacsora[3]
- 2015: Fekete I. Alfonz: A mosolygó zsonglőr[4]